# 39e législature de la Chambre des représentants de Belgique
La 39e législature de la Chambre des représentants de Belgique a commencé le 10 juin 1965, et s'est achevée le 23 avril 1968. fait suite aux élections législatives du 23 mai 1965. Elle englobe les gouvernements Harmel et Vanden Boeynants I.
Cette législature comptait 212 membres.

## Bureau
- Achille Van Acker, président
- Ludovic Moyersoen, 1er vice-président
- Clotaire Cornet, 2e vice-président
- vice-présidents :
  - Placide De Paepe
  - Joseph-Jean Merlot
  - Raymond Scheyven
- Secrétaires:
  - Gaston Juste
  - Jozef Vercauteren
  - Maurice Jaminet
  - Marguerite De Riemaecker née Legot
  - Georges Mundeleer
  - Frans Grootjans
- Questeurs:
  - Raoul Hicguet
  - Frans Geelders
  - Louis D'haeseleer
  - Fernand Hermans
  - Camille Decker

## Membres
- Vic Anciaux
- Edouard Anseele
- Mik Babylon
- Auguste Baccus
- Jules Bary
- Kamiel Berghmans
- Alfred Bertrand
- Gerard Bijnens
- Karel Blanckaert
- Henri Boel
- Ferdinand Boey
- Gustaaf Boeykens
- Georges Bohy
- Jean Boon
- Jules Borsu
- Martin Boutet
- Joseph Bracops
- Gustaaf Breyne
- Hervé Brouhon
- Ernest Burnelle
- Alfred Califice
- Honoraat Callebert
- Lodewijk Cantillon
- Henri Castel
- Eugène Charpentier
- Frans Christiaenssens
- Jean-Claude Ciselet
- Albert Claes
- Andreas Claeys
- Fernand Colla
- Léo Collard
- Marcel Collart
- André Cools
- Jozef Cools
- Etienne Cooreman
- Germaine Copée, née Gerbinet
- Maurits Coppieters
- Alex Corbeau
- Jean Coulonvaux
- Lode Craeybeckx
- Guy Cudell
- Adhémar d'Alcantara
- Livien Danschutter
- Paul De Clercq
- Willy De Clercq
- René de Cooman
- Léon Defosset
- Jean Defraigne
- Eugène De Gent
- Albert De Gryse
- Amédée De Keuleneir
- Paul Delforge
- Léon Delhache
- André Delrue
- Gérard Delruelle
- Leo Delwaide
- Marcel Demets
- Omer De Mey
- Albert Demuyter
- Alfons De Nolf
- André Dequae
- Jos De Saegher
- Frans Detiège
- Fernand Devilers
- Paul De Vlies
- Godelieve Devos
- Francis De Weert
- August De Winter
- Maurice Dewulf
- Eugeen Donse
- Marc Drumaux
- Marcel Duerinck
- Joseph Dupont
- Gerard Eneman
- Jean Evrard
- Henri Fayat
- Amaat Foncke
- Robert Gheysen
- Roland Gillet
- Arthur Gilson
- Georges Glineur
- Ernest Glinne
- Emiel Goeman
- Hector Goemans
- Albert Grégoire
- Gilbert Gribomont
- Mathilde Schroyens
- Paul Gruselin
- Lucien Gustin
- Léon Hannotte
- Lucien Harmegnies
- Pierre Harmel
- Jaak Henckens
- Jules Herbage
- Gentil Holvoet
- Claude Hubaux
- Robert Hulet
- Léon Hurez
- Emile Jeunehomme
- Lambert Kelchtermans
- André Kempinaire
- Louis Kiebooms
- Paul Kronacker
- Émile Lacroix
- Victor Laloux
- Roger Lamers
- Victor Larock
- John Lauwereins
- Albert Lavens
- Edmond Leburton
- René Lefebvre
- Fernand Lefère
- Théo Lefèvre
- Pierre Le Grève
- Claude Lerouge
- Pieter Leys
- Leo Lindemans
- Etienne Lootens-Stael
- Simone Mabille, née Leblanc
- André Magnée
- Louis Major
- Liban Martens
- Jules Mathys
- Reimond Mattheyssens
- D-J Mergam
- Paul Meyers
- Joseph Michel
- Robert Moreau
- Louis Namèche
- Arthur Nazé
- Gustaaf Nyffels
- Louis Olivier
- Roger Otte
- Simon Paque
- Albert Parisis
- Jean Pede
- Renaat Peeters
- François Perin
- René Pêtre
- Bruno Philippart
- Jean Picron
- Marc-Antoine Pierson
- Marcel Piron
- Jos Posson
- Charles Poswick
- Lucien Radoux
- Léon Remacle
- Antoine Sainte
- Antoine Saintraint
- André Saint-Rémy
- Hugo Schiltz
- Guillaume Schyns
- Paul-Henri Spaak
- Antoon Spinoy
- Georges Sprockeels
- Francis Tanghe
- Freddy Terwagne
- Walthère Thys
- Léon Timmermans
- Leo Tindemans
- Roger Toubeau
- Yves Urbain
- Eugenius Van Cauteren
- Maurice Vandamme
- Paul Vanden Boeynants
- Marcel Vandenhove
- Frans Van der Elst
- Marcel Vanderhaegen
- Michel Van Dessel
- Renaat Van Elslande
- Joris Van Eynde
- Emiel Van Hamme
- Maurice Van Herreweghe
- Josse Van Heupen
- Albert Van Hoorick
- Richard Van Leemputten
- Georges Van Lidth de Jeude
- Tony Van Lindt
- Frans Van Mechelen
- Jacques Van Offelen
- Edgard Vanthilt
- Jan Van Winghe
- Leopold Verhenne
- Maria Verlackt, née Gevaert
- Jan Verroken
- Alfons Vranckx
- Louis Waltniel
- Johannes Wannyn
- Pierre Wigny
- Frans Wijnen
- Pieter Wirix
- Leonardus Wouters

- René Pauwels, greffier